# Dicrurus atripennis
Drongo-resplandecente ou drongo-selvático (Dicrurus atripennis) é uma espécie de ave da família Dicruridae.
Pode ser encontrada nos seguintes países: Camarões, República Centro-Africana, República do Congo, República Democrática do Congo, Costa do Marfim, Guiné Equatorial, Gabão, Gana, Guiné, Libéria, Nigéria, Serra Leoa e Togo.
Os seus habitats naturais são: florestas subtropicais ou tropicais húmidas de baixa altitude.